# برونو كازانوفا
برونو كازانوفا (بالإيطالية: Bruno Casanova)‏ مواليد 1 يونيو 1964 في تشرفيا، إيطاليا، هو متسابق دراجات نارية إيطالي سابق. نافس في سباقات بطولة العالم لفئة 250 سي سي ولفئة 125 سي سي ولفئة 50 سي سي.

## روابط خارجية
- برونو كازانوفا على موقع MotoGP.com (الإنجليزية)